# Ixamatus candidus
Espèce
Ixamatus candidus est une espèce d'araignées mygalomorphes de la famille des Microstigmatidae.

## Distribution
Cette espèce est endémique d'Australie. Elles se rencontrent dans le Nord-Est de la Nouvelle-Galles du Sud vers Tenterfield et Alstonville et dans le Sud-Est du Queensland vers Killarney.

## Description
La carapace du mâle holotype mesure 6,88 mm de long sur 5,81 mm et l'abdomen 6,25 mm de long sur 4,28 mm et la carapace de la femelle paratype mesure 7,94 mm de long sur 5,88 mm et l'abdomen 9,06 mm de long sur 5,88 mm.

## Publication originale
- Raven, 1982 : Systematics of the Australian mygalomorph spider genus Ixamatus Simon (Diplurinae: Dipluridae: Chelicerata). Australian Journal of Zoology, vol. 30, no 6, p. 1035-1067.